# Bitwa pod Mondovì
Bitwa pod Mondovì – starcie zbrojne, które miało miejsce 21 kwietnia 1796 podczas włoskiej kampanii Bonapartego prowadzonej w czasie wojny Francji z I koalicją.
Siły Bonapartego liczące około 17 500 żołnierzy rozbiły liczącą 13 000 żołnierzy sabaudzką armię generała Collego.
Początkowo Sabaudczykom udało się zahamować pochód wojsk francuskich, lecz w końcu opór ich został złamany i wojska Bonapartego ruszyły dalej.
Z powodu przegranej bitwy król Wiktor Amadeusz III zmuszony został 26 kwietnia do zawarcia separatystycznego rozejmu, wycofując się z wojny z Francją.